# Capitulation de Yorktown
Aussitôt que la capitulation fut signée après la bataille de Yorktown, M. de Rochambeau fit venir auprès de lui M. de Lauzun et lui dit qu'il le destinait à porter cette grande nouvelle en France. Lauzun s'en défendit et lui conseilla d'envoyer de préférence M. de Charlus, qui y trouverait l'occasion de rentrer dans les bonnes grâces du duc de Castries, son père. Mais M. de Rochambeau lui répliqua que, puisqu'il avait commandé la première affaire, c'était à lui à porter le premier la nouvelle du succès, et que le comte Guillaume de Deux-Ponts ayant engagé la seconde action partirait sur une autre frégate pour porter les détails.
Lauzun s'embarqua le 24, sur la frégate la Surveillante, et parvint à Brest après vingt-deux jours de traversée. En même temps, le général Washington dépêchait son aide de camp, Tightman, au Congrès.

## Déroulement

### Enthousiasme que la prise d'Yorktown répand à Philadelphie
La nouvelle de la prise d'York, qui se répandit aussitôt dans Philadelphie, y causa une joie inexprimable.

### Le Congrès se rassemble. Décisions prises comme marques de reconnaissance envers Washington, Rochambeau et de Grasse
Le Congrès se rassembla le 29 et prit une résolution pour faire ériger une colonne de marbre à York, ornée d'emblèmes rappelant l'alliance entre les États-Unis et la France avec un récit succinct de la reddition de l'armée et de lord Cornwallis aux généraux Washington, Rochambeau et Grasse. Il décida également qu'il offrirait deux drapeaux au général Washington et quatre pièces de canon anglaises au comte de Rochambeau et au comte de Grasse, avec une inscription qui leur marquât la reconnaissance du Congrès des États-Unis pour la part glorieuse qu'ils avaient prise à cette brillante expédition.

### G. de Deux-Ponts part en France porter des détails sur la capitulation
Le 26, le comte Guillaume de Deux-Ponts, chargé des détails du siège et de la capitulation que lui avait donnés par écrit M. de Rochambeau ainsi que du rapport qu'il avait été chercher auprès du comte de Grasse à bord de la Ville de Paris, s'embarqua sur l'Andromaque, capitaine M. de Ravenel, avec MM. de Damas, de Laval et de Charlus, qui avaient obtenu l'autorisation de revenir en France. Les vents furent contraires jusqu'au 27 après-midi. Vers deux heures on appareilla. L'Andromaque avait passé les bancs de Middle-Ground, elle se trouvait à la hauteur du cap Henry, lorsque des signaux faits par la Concorde, en répétition de ceux de l'Hermione qui croisait entre les caps Charles et Henry, annoncèrent la présence d'une flotte anglaise. Elle était forte de vingt-sept vaisseaux et avait à bord le prince William-Henry, avec un corps de troupes de six mille hommes, venu de New York, aux ordres du général Clinton.
L'Andromaque fut obligée de rentrer dans la James River et d'attendre jusqu'au 1er novembre, sous la protection de l'escadre française, que la flotte anglaise eût tout à fait disparu. Elle put enfin sortir ce même jour, vers onze heures, sous la protection de l'Hermione, qui l'escorta jusqu'à la nuit. Le 20 novembre, l'Andromaque abordait à Brest sans avoir couru aucun danger sérieux, et, le 24, le comte de Deux-Ponts s'acquittait à la cour de la commission dont il était chargé.

### La mort de Maurepas en empêche la réalisation
Le roi accueillit avec la plus grande satisfaction MM. de Lauzun et de Deux-Ponts, et leur fit les plus belles promesses pour l'armée expéditionnaire et pour eux-mêmes; mais son premier ministre M. de Maurepas mourut sur ces entrefaites, et MM. de Castries et de Ségur en profitèrent pour ne pas tenir les promesses royales à l'égard de Lauzun et pour n'accorder de grâces ni à lui-même, ni aux officiers de son corps qui s'étaient le plus brillamment conduits. M. de Castries enleva même à ce colonel les quatre cents hommes de sa légion qui étaient restés à Brest pour les envoyer au Sénégal tenir garnison jusqu'à la fin de la guerre dans un pays célèbre par son insalubrité.

### Chute à Londres du ministère North
Tandis que la nouvelle de la capitulation d'York était à Versailles l'occasion de nouvelles fêtes, à Londres elle déterminait la chute du ministère North. On sentit, comme dans toute l'Europe, que cet échec avait décidé du sort de la querelle entre l'Angleterre et les États-Unis, et il ne fut plus question dès lors que de reconnaître l'indépendance de ces derniers à des conditions avantageuses pour la Grande-Bretagne.

### La capitulation d'Yorktown décide de l'indépendance américaine
Le général Washington et La Fayette auraient voulu profiter de la supériorité des forces du comte de Grasse pour attaquer Charleston et ce qui restait d'Anglais dans les États du Sud. La Fayette devait prendre son infanterie légère, les grenadiers et les chasseurs français, ainsi que le corps de Saint-Simon, et aller débarquer du côté de Charleston, pour coopérer avec le général Nathanael Greene, qui tenait dans la Caroline.
Mais le comte de Grasse se refusa obstinément à toute opération nouvelle sur les côtes de l'Amérique septentrionale. Il voulait retourner, comme ses instructions le lui recommandaient du reste, à la défense des Antilles.

### Clinton se contente de mettre une faible garnison à Charleston
Lorsque le général Clinton eut appris la prise d'York, il se retira avec la flotte, se contenta de jeter trois régiments dans Charleston et rentra à New-York.

### Il rentre à New-York
Mais sa présence donna lieu de soupçonner à M. de Rochambeau que les Anglais pourraient tenter de débarquer en dehors de la baie, entre le cap Henry et le grand marais appelé Dismal-Swamp, pour se jeter dans Portsmouth, sur la rivière d'Elisabeth. Ce poste, où s'était d'abord réfugié Arnold, avait été bien retranché, et lord Cornwallis, qui l'avait occupé avant de lui préférer Yorktown, en avait étendu et perfectionné les fortifications.

### Dumas est chargé de détruire les retranchements de Portsmouth
L'adjudant général Dumas fut chargé de détruire ces ouvrages le plus rapidement possible; on mit sous ses ordres, dans ce but, un bataillon de milices américaines. Dumas trouva ces retranchements dans un très bon état. Il profita d'un vent d'ouest très violent pour incendier les fascinages, les palissades et les abatis; mais il fut obligé d'employer ensuite plus de huit jours, avec l'aide de tous les miliciens et de tous les ouvriers qu'il put rassembler, pour en achever la destruction complète.

### Départ de Grasse pour les Antilles
Le comte de Grasse, aussitôt après la capitulation, avait fait ses préparatifs de départ. Pendant les journées des 1 et 3 novembre, il fit embarquer sur ses vaisseaux les soldats de Saint-Simon, prit des approvisionnements et le 4 il fit voile pour les Antilles, ne laissant dans la baie de Chesapeak qu'une petite escadre composée du Romulus, aux ordres de M. de La Villebrune, et de trois frégates.

### Suspension des hostilités
Le même jour, les bâtiments promis aux Anglais pour les transporter à New-York ou en Angleterre furent mis à leur disposition. Lord Cornwallis s'embarqua pour New-York. Les premiers succès de ce général avaient fait espérer aux Anglais qu'il allait devenir le conquérant des colonies révoltées et leur punisseur. Lui-même avait longtemps compté sur le succès.
Pendant toute la campagne de 1781, il ne cessait d'écrire à son gouvernement qu'il avait définitivement conquis les Carolines Pourtant Cornwallis ne garda pas trop longtemps ses illusions. Six
mois avant la chute d'York, comme on lui avait offert le titre de marquis